# محمد بن ناصر بن عبد العزيز آل سعود
الأمير محمد بن ناصر بن عبد العزيز آل سعود (1364هـ / 1945م، الرياض) هو أمير منطقة جازان سابقًا منذ 16 أبريل 2001 / 10 محرم 1422 هـ حتى 10 ذو القعدة 1446 هـ الموافق 8 مايو 2025،  وأحد أبناء الأمير ناصر بن عبد العزيز آل سعود، ووالدته هي الأميرة موضي بنت أحمد بن محمد السديري.

## التعليم
حصل على درجتي البكالوريوس والماجستير في العلوم العسكرية.

## العمل والمناصب
- عُين أميراً لمنطقة جازان في 6 أبريل 2001م خلفاً للأمير محمد بن تركي بن أحمد السديري.[2]
- نائب قائد القوات البرية السعودية عام 1420هـ.
- قائد سلاح المشاة في القوات البرية السعودية عام 1406هـ.
- مساعد قائد سلاح المشاة في القوات البرية السعودية عام 1401هـ.
- ضابط مشروع إدارة مشروع الألوية عام 1397هـ.
- ضابط تطوير سلاح المشاة عام 1394هـ.
- ضابط اختبارات بقسم التدريب عام 1392هـ.
- ضابط تفتيش بالتفتيش العسكري عام 1390هـ.
- ضابط محقق البوليس الحربي عام 1384هـ.
- قائد فصيل لمجموعة لواء الملك فهد الثامن عام 1382هـ.
- رئيس مجلس أمناء جائزة جازان للتفوق والإبداع.[3]

## التكريم والأوسمة
- حاصل على وسام الملك عبدالعزيز من الدرجة الثالثة.[1]
- حاصل على وسام الملك فيصل من الدرجة الأولى.[1]
- حاصل على وسام التقدير العسكري.[1]
- حاصل على العديد من الأنواط منها: نوط الخدمة، نوط المعركة، نوط الخدمة العسكرية للمرة الخامسة، نوط درع الجزيرة، نوط الاتقان، ميدالية تحرير الكويت، نوط الإدارة، نوط الأمن، نوط الابتكار، نوط المئوية.[1]

## أسرته

### زوجاته
- الأميرة البندري بنت خالد بن تركي عبد العزيز بن عبد الله آل سعود

### أبناؤه
- الأمير تركي بن محمد بن ناصر آل سعود (مدير الإدارة العامة للعلاقات الدولية في وزارة التجارة والإستثمار). متزوج من الأميرة خلود بنت خالد بن سعود بن هذلول الثنيان آل سعود[بحاجة لمصدر] وله من الأبناء الأميرة العنود، الأمير ناصر، الأميرة لانا، والأمير خالد.
- الأمير فيصل بن محمد بن ناصر آل سعود. متزوج من الأميرة الفهدة بنت محمد بن عبد الرحمن بن إسحاق آل الشيخ[بحاجة لمصدر] وله من الأبناء الأمير محمد، الأميرة البندري، الأميرة مضاوي، الأمير عبد العزيز، الأمير خالد، الأمير سلمان، والأمير نايف.
- الاميرة ريم بنت محمد بن ناصر آل سعود. متزوجة من الأمير خالد بن بدر بن عبد العزيز آل سعود ولها من الأبناء الأمير عبد العزيز، الأميرة سحر، الأميرة لمى، والأمير بدر.
- الأميرة هيفاء بنت محمد بن ناصر آل سعود. كانت متزوجة من الأمير سطام بن خالد بن ناصر بن عبد العزيز آل سعود.
- الأمير خالد بن محمد بن ناصر آل سعود.
- الأميرة نوف بنت محمد بن ناصر آل سعود.